# Army of Lovers
Army of Lovers je švédská eurodance skupina, známá díky své excentrické a sexualizované image. V devadesátých letech dvacátého století patřila k nejpopulárnějším evropským tanečním projektům. Mezi jejich nejznámější hity patří píseň „Crucified“, která v letech 1991 a 1992 obsadila přední příčky většiny evropských hitparád.

## Členové
Zakládajícími členy formace jsou Alexander Bard, Jean-Pierre Barda a Camilla Henemark. Tu v současném složení skupiny nahradila Dominika Peczynski. V krátkém období v první polovině devadesátých let byla součástí projektu také Michaela Dornonville de la Cour.
- Alexander Bard (* 1961) – hudebník, producent, spisovatel a aktivista
- Jean-Pierre Barda (* 1967) – zpěvák, herec a stylista
- Dominika Peczynski (* 1970) – zpěvačka a modelka

### Bývalí členové
- Camilla Henemark (* 1964) – též La Camilla; zpěvačka, herečka a bývalá modelka
- Michaela De la Cour (* 1961) – zpěvačka

## Historie

### Počátky
Skupinu založil hudebník Alexander Bard, který v osmdesátých letech působil v klubech jako drag queen pod pseudonymem Barbie, a přizval do ní Jean-Pierra Bardu a Camillu Henemark, kteří s ním často vystupovali. Formace získala věhlas díky řadě úspěšných singlů, mezi něž patřily především „Crucified“ či „Obsession“, ale také díky sexuálně nevázané image, svobodomyslné a kýčovité prezentaci či náboženským odkazům.
V Anglii a Spojených státech si získávali příznivce především díky klubové scéně, která hojně hrála jejich nahrávky. Krátce po vydání prvních dvou alb Disco Extravaganza a Massive Luxury Overdose (druhé zmíněné se úspěšně prodávalo především v Německu) skupinu opustila La Camilla a místo ní se připojila Michaela Dornonville de la Cour. Brzy ji doplnila Dominika Peczynski.

### Rozpad
Následovala další alba The Gods of Earth and Heaven (singl „Israelism“ se i přes kontroverze dostal na špičku izraelské hitparády), Glory, Glamour And Gold a kompilace Les Greatest Hits. V roce 1995 skupinu definitivně opustila Michaela de la Cour a navrátila se La Camilla. Zanedlouho však formace přestala vystupovat, neboť Bard se rozhodl věnovat vlastním projektům, především skupině Vacuum.

### Obnovení
Nakrátko se zakládající členové spojili v roce 2001, aby při příležitosti výročí vzniku skupiny vydali kompilaci Le Grand Docu-Soap, která mimo jiné obsahovala taneční coververzi „Let The Sunshine In“ z muzikálu Vlasy.
Další významnější událost čekala Barda, Bardu a Peczynski v roce 2007, kdy odehráli společné koncerty v Moskvě a Londýně.
Na přelomu let 2012 a 2013 se zakládající členové opět spojili. Zúčastnili se švédského národního kola do Eurovize Melodifestivalen. Média předpovídala velký návrat ikonické skupiny, nicméně jejich soutěžní píseň „Rockin' The Ride“ nepostoupila do finále soutěže. Henemarck, která během vystoupení chybně nastoupila na playback, byla ze skupiny vyloučena a Alexander Bard ji veřejně zkritizoval. Jejich otevřený spor byl důkladně propírán médii. Bard se dříve účastnil soutěže s lepšími výsledky v rámci své formace Bodies Without Organs.
Na jaře 2013 skupina posílená o Dominiku Peczynski vydala kompilaci Big Battle of Egos s několika novými písněmi a v létě následovalo EP Scandinavian Crime s novými verzemi písní bez vokálů La Camilly.
Na nejnovějších singlech „Signed On My Tattoo“ a „People Are Lonely“ spolupracovala také formace Gravitonas, v níž Bard v současné době působí.

## Diskografie
Studiová alba:
| Rok  | Album                        | Umístění | Umístění | Umístění | Umístění  | Umístění | Umístění | Umístění |
| Rok  | Album                        | [ 5 ]    | Rakousko | Německo  | Švýcarsko | Rusko    | Finsko   | Itálie   |
| ---- | ---------------------------- | -------- | -------- | -------- | --------- | -------- | -------- | -------- |
| 1990 | Disco Extravaganza           | 49       | —        | —        | —         | —        | —        | —        |
| 1991 | Massive Luxury Overdose      | 9        | 7        | 16       | 21        | —        | 28       | —        |
| 1993 | The Gods of Earth and Heaven | 36       | —        | —        | —         | 1        | 8        | 8        |
| 1994 | Glory, Glamour and Gold      | —        | —        | —        | —         | 1        | —        | 20       |

Kompilace:
| Rok  | Album               | Umístění | Umístění | Umístění | Umístění | Umístění           | Umístění |
| Rok  | Album               | [ 5 ]    | Finsko   | Itálie   | Rusko    | Spojené království | USA      |
| ---- | ------------------- | -------- | -------- | -------- | -------- | ------------------ | -------- |
| 1995 | Les Greatest Hits   | 40       | —        | 5        | 1        | —                  | —        |
| 1997 | Master Series 88–96 | —        | —        | —        | —        | —                  | —        |
| 2001 | Le Grand Docu-Soap  | 24       | —        | —        | 1        | —                  | 135      |
| 2003 | 14 Klassiker        | —        | —        | —        | —        | —                  | —        |
| 2013 | Big Battle of Egos  | 54       | —        | —        | —        | —                  | —        |

Singly:
| Rok  | Název                                           | Umístění | Umístění | Umístění           | Umístění | Umístění | Umístění | Umístění | Umístění  | Umístění | Album                        |
| Rok  | Název                                           | [ 5 ]    | Finsko   | Spojené království | Dance    | Německo  | Rakousko | [ 6 ]    | Švýcarsko | Francie  | Album                        |
| ---- | ----------------------------------------------- | -------- | -------- | ------------------ | -------- | -------- | -------- | -------- | --------- | -------- | ---------------------------- |
| 1988 | "When the Night Is Cold"                        | —        | —        | —                  | —        | —        | —        | —        | —         | —        |                              |
| 1988 | "Love Me Like A Loaded Gun"                     | —        | —        | —                  | —        | —        | —        | —        | —         | —        | Disco Extravaganza           |
| 1989 | "Baby's Got a Neutron Bomb"                     | —        | —        | —                  | —        | —        | —        | —        | —         | —        | Disco Extravaganza           |
| 1990 | "Ride the Bullet" (remix)                       | —        | —        | —                  | —        | —        | —        | —        | —         | —        | Disco Extravaganza           |
| 1990 | "My Army of Lovers"                             | —        | —        | —                  | —        | —        | —        | —        | —         | —        | Disco Extravaganza           |
| 1990 | "Supernatural"                                  | —        | —        | —                  | —        | —        | —        | —        | —         | —        | Disco Extravaganza           |
| 1991 | "Crucified"                                     | 8        | —        | 47                 | 6        | 5        | 9        | 2        | 6         | 22       | Massive Luxury Overdose      |
| 1991 | "Obsession"                                     | 2        | 6        | 67                 | 11       | 7        | 12       | 9        | 5         | 24       | Massive Luxury Overdose      |
| 1991 | "Candyman Messiah"                              | 22       | 10       | —                  | —        | —        | —        | —        | —         | —        | Massive Luxury Overdose      |
| 1992 | "Crucified"                                     | —        | —        | 31                 | —        | —        | —        | —        | —         | —        | Massive Luxury Overdose      |
| 1992 | "Ride the Bullet"                               | —        | —        | 67                 | —        | —        | —        | —        | —         | —        | Massive Luxury Overdose      |
| 1992 | "Crucified" / "Ride The Bullet"                 | —        | —        | —                  | —        | —        | —        | —        | —         | —        | Massive Luxury Overdose      |
| 1992 | "Ride the Bullet" / "Love Me Like a Loaded Gun" | 32       | 4        | 67                 | —        | 22       | 4        | —        | 40        | —        | Massive Luxury Overdose      |
| 1992 | "Judgment Day"                                  | —        | —        | —                  | —        | 82       | —        | —        | —         | —        | The Gods of Earth and Heaven |
| 1993 | "Israelism"                                     | 10       | 2        | —                  | —        | 32       | —        | —        | 36        | —        | The Gods of Earth and Heaven |
| 1993 | "La Plage de Saint Tropez"                      | —        | 18       | —                  | —        | 87       | —        | —        | —         | —        | The Gods of Earth and Heaven |
| 1993 | "I Am"                                          | —        | —        | —                  | —        | —        | —        | —        | —         | —        | The Gods of Earth and Heaven |
| 1994 | "Lit de Parade" (remix)                         | 13       | 12       | —                  | —        | 84       | —        | —        | —         | —        | Glory, Glamour and Gold      |
| 1994 | "Sexual Revolution" (remix)                     | —        | 15       | —                  | —        | —        | —        | —        | —         | —        | Glory, Glamour and Gold      |
| 1995 | "Life Is Fantastic" (remix)                     | —        | —        | —                  | —        | —        | —        | —        | —         | —        | Glory, Glamour and Gold      |
| 1995 | "Give My Life"                                  | 6        | —        | 135                | —        | —        | —        | 18       | —         | —        | Les Greatest Hits            |
| 1996 | "Venus and Mars" / "Megamix"                    | 30       | —        | —                  | —        | —        | —        | —        | —         | —        | Les Greatest Hits            |
| 1996 | "King Midas"                                    | 31       | —        | —                  | —        | —        | —        | —        | —         | —        | Les Greatest Hits            |
| 2001 | "Let the Sunshine In"                           | 24       | —        | —                  | —        | —        | —        | —        | —         | —        | Le Grand Docu-Soap           |
| 2001 | "Hands Up"                                      | 44       | —        | —                  | —        | —        | —        | —        | —         | —        | Le Grand Docu-Soap           |
| 2013 | "Rockin The Ride"                               | 50       | —        | —                  | —        | —        | —        | —        | —         | —        | Big Battle of Egos           |
| 2013 | "Signed on my Tattoo" & Gravitonas              | —        | —        | —                  | —        | —        | —        | —        | —         | —        | Big Battle of Egos           |
| 2013 | "Scandinavian Crime EP"                         | —        | —        | —                  | —        | —        | —        | —        | —         | —        |                              |
| 2013 | "Crucified 2013"                                | —        | —        | —                  | 18       | —        | —        | —        | —         | —        |                              |
| 2014 | "Butter Scream" & LaGaylia                      | 2        | 6        | 1                  | 18       | 4        | 34       | 2        | 1         | 1        |                              |
| 2014 | "People Are Lonely" & Gravitonas                |          |          |                    |          |          |          |          |           |          |                              |

Poznámka: Tabulka obsahuje i nová vydání singlů.